# World of Warcraft: The War Within
World of Warcraft: The War Within (укр. Світ Воєнного ремесла: Війна зсередини) — десяте доповнення до відеогри World of Warcraft, анонсоване 3 листопада 2023 року на BlizzCon 2023 як перша частина серії «Сага про душу світу» (англ. The Worldsoul Saga) та заплановане до виходу восени 2024 року.

## Сюжет

### Синопсис
«Подорож небаченими раніше підземними світами, сповненими прихованих чудес і небезпек, аж до темних глибин імперії нерубів, де злісний Провісник Порожнечі збирає павукоподібні сили, щоб поставити Азерот на коліна.»

### Персонаж
У сюжеті доповнення важливу роль відіграватимуть наступні персонажі:
- Аллерія Вітрогін
- Андуїн Рінн
- Маґні Бронзобородий
- Тралл

## Нововведення
Доповнення The War Within введе в ігровий світ: новий максимальний рівень — 80, нову союзну расу земляних дворфів, нові локації, нові підземелля та рейди, нову систему героїчних талантів і динамічні польоти на нових локаціях.